# We Are the World
"We Are the World" är en sång från 1985, skriven av Michael Jackson och Lionel Richie, producerad av Quincy Jones och inspelad av artisterna på välgörenhetsprojektet USA for Africa. Sången gavs ut på singel och pengarna gick till det svältdrabbade Etiopien. Inspirationen kom från brittiska Band Aids välgörenhetsjulsingel "Do They Know It's Christmas?" från 1984. Singeln sålde 800 000 exemplar redan första veckan, och 9,5 miljoner exemplar totalt.
En nyare version av sången, "We Are the World 25 for Haiti", spelades in i samband med jordbävningen i Haiti 2010.

## Deltagande artister

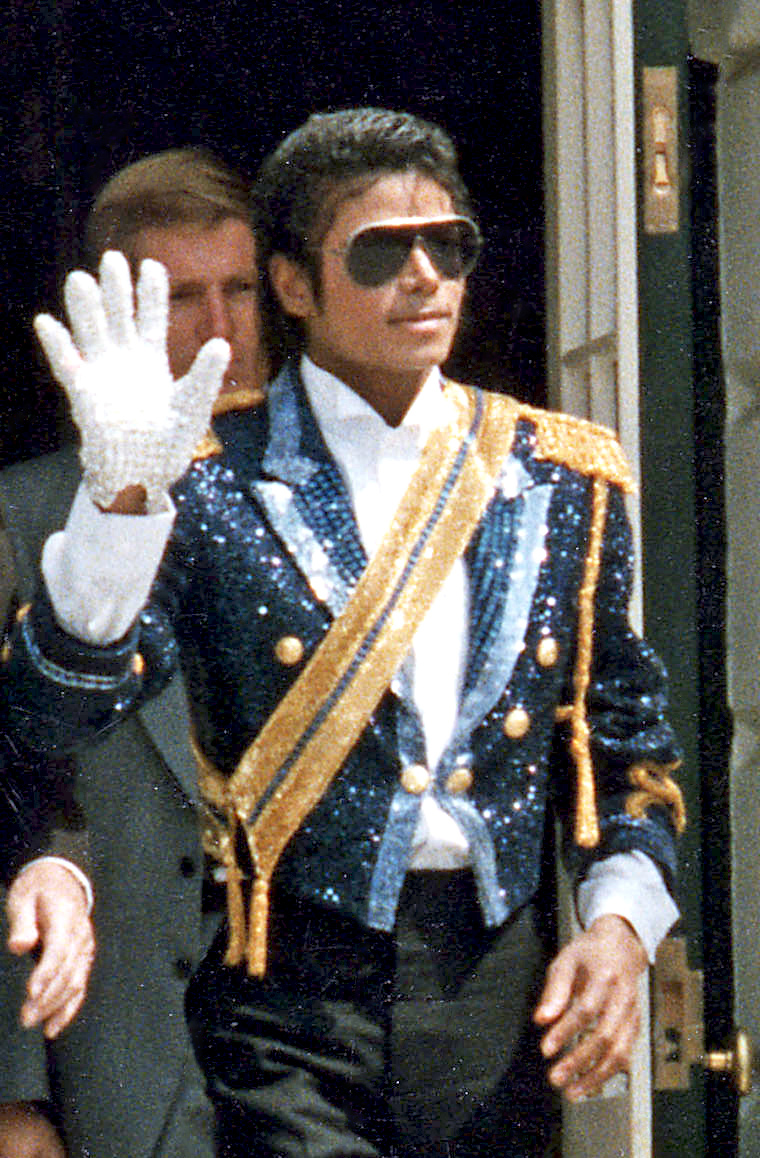
Michael Jackson, en av sångarna i We Are The World.

|  | Solister (med ordning av uppträdande) - Lionel Richie - Stevie Wonder - Paul Simon - Kenny Rogers - James Ingram - Tina Turner - Billy Joel - Michael Jackson - Diana Ross - Dionne Warwick - Willie Nelson - Al Jarreau - Bruce Springsteen - Kenny Loggins - Steve Perry - Daryl Hall - Huey Lewis - Cyndi Lauper - Kim Carnes - Bob Dylan - Ray Charles | Kör (bokstavsordning) - Dan Aykroyd - Harry Belafonte - Lindsey Buckingham - Mario Cipollina - Johnny Colla - Sheila E. - Bob Geldof - Bill Gibson - Chris Hayes - Sean Hopper - Jackie Jackson - La Toya Jackson - Marlon Jackson - Randy Jackson - Tito Jackson - Waylon Jennings - Bette Midler - John Oates - Jeffrey Osborne - Anita Pointer - June Pointer - Ruth Pointer - Smokey Robinson |

## Listplaceringar
| Lista (1985)   | Topplacering |
| -------------- | ------------ |
| Australien     | 1            |
| Belgien        | 1            |
| Danmark        | 18           |
| Finland        | 1            |
| Frankrike      | 1            |
| Italien        | 12           |
| Kanada         | 1            |
| Nederländerna  | 1            |
| Norge          | 1            |
| Nya Zeeland    | 1            |
| Schweiz        | 1            |
| Storbritannien | 1            |
| Sverige        | 1            |
| USA            | 1            |
| Österrike      | 2            |